# Pelure (fruit)
Pour les articles homonymes, voir Pelure.

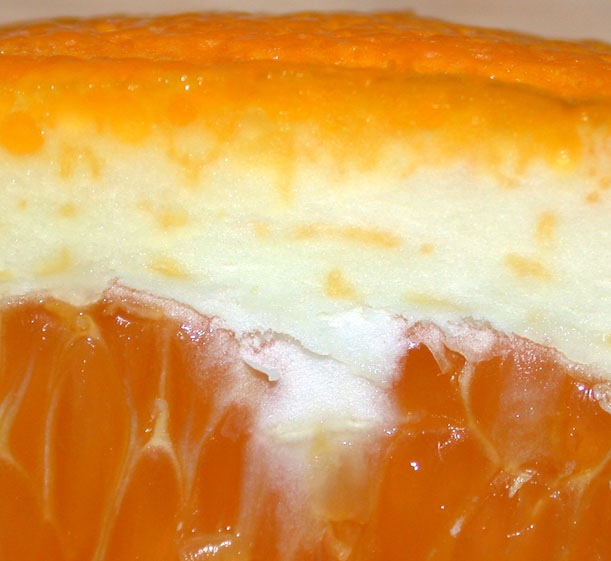
Le flavédo et l'albédo d'une orange.

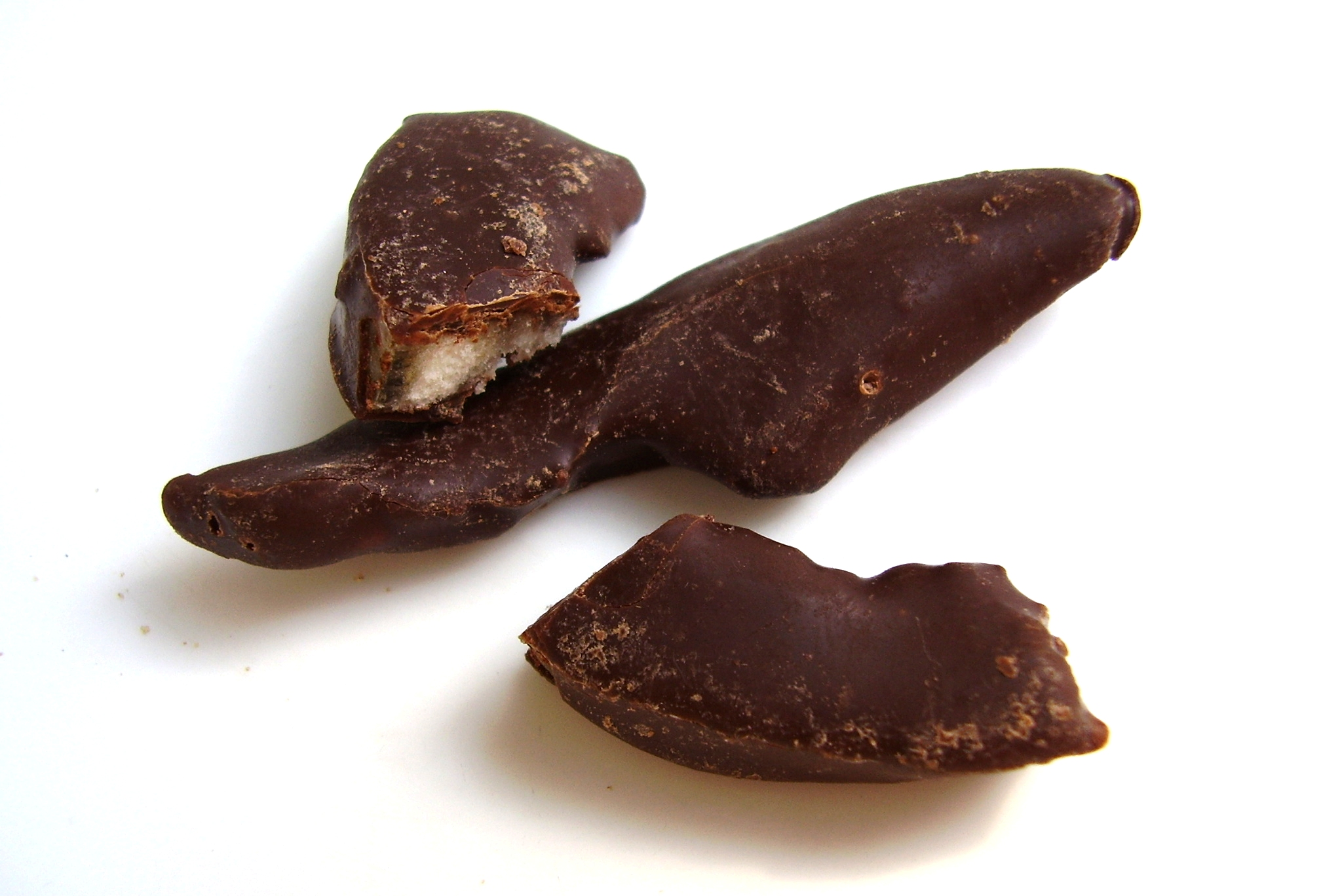
Pelures d'oranges enrobées de chocolat.

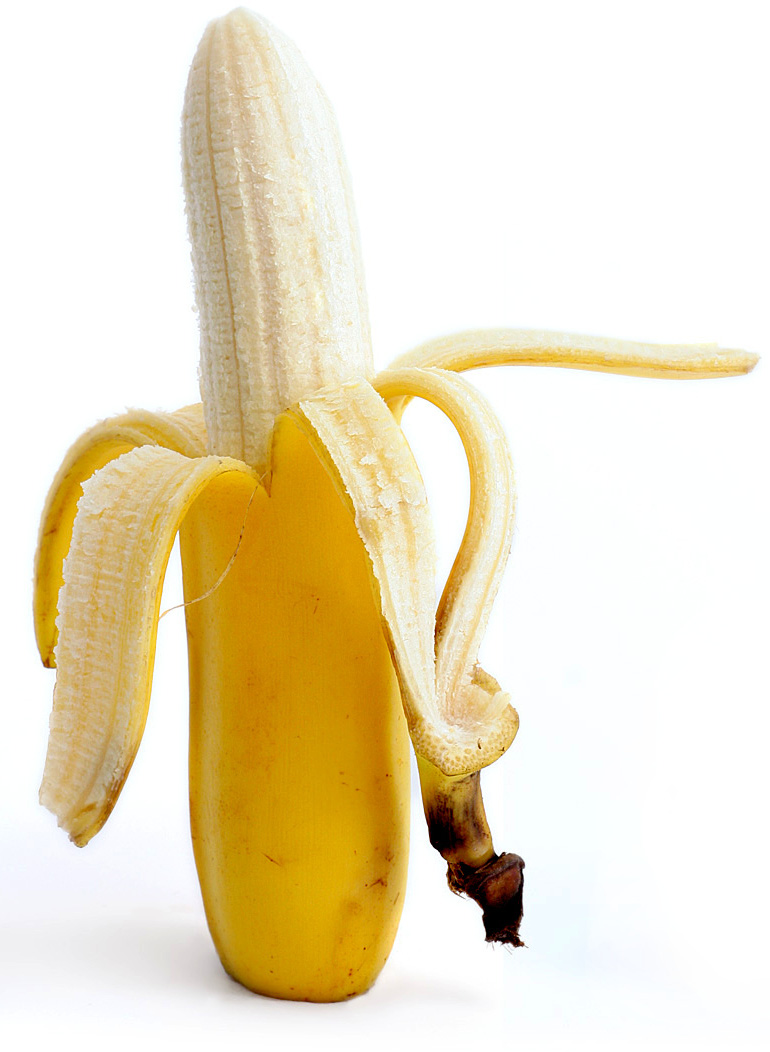
Une banane partiellement pelée.

La pelure, également connue sous le nom d'écorce ou de peau, est la couche protectrice extérieure d'un fruit ou d'un légume. En termes botaniques, la pelure correspond généralement au péricarpe.
Les agrumes, aussi appelés hespérides, possèdent une anatomie particulière. Le péricarpe et le mésocarpe sont fusionnés pour former l'écorce. La partie externe de la pelure (également appelée le flavédo) est de couleur orange, c'est le péricarpe. La partie interne (également appelée albédo) est blanche, c'est le mésocarpe. L'endocarpe enveloppe chaque segment de l'agrume.

## Utilisations
Selon l'épaisseur et le goût, la peau du fruit est parfois consommée, comme c'est le cas des pommes. Dans certains cas, la peau est désagréable ou non comestible, auquel cas elle est enlevée, comme c'est le cas des bananes et des pamplemousses.
La peau de certains fruits — par exemple, la grenade — est riche en tanins et autres polyphénols et est employée dans la production de colorants.
Le zeste des agrumes est amer et généralement pas consommé cru, mais peut être utilisé en cuisine, par exemple le chenpi. Dans la gastronomie, la partie extérieure et colorée s'appelle le zeste. Il peut être gratté et utilisé pour sa saveur piquante. La partie charnue blanche de la pelure est amère lorsque mangée crue pour la plupart des fruits. Celle-ci peut être confite ou est préparée avec du sucre dans la soupe de fruits ou la confiture.

## Allergie
Les allergies aux fruits comptent pour 10 % des allergies liées à la nourriture,.